# Sung-Hee Han
Sung-Hee Han (født 13. november 1990) er en kvindelig professionel tennisspiller fra Sydkorea. 
Sung-Hee Han højeste rangering på WTA single rangliste var som nummer 334, hvilket hun opnåede 14. november 2011. I double er den bedste placering nummer 293, hvilket blev opnået 31. oktober 2011. 